# Alan Wakeman

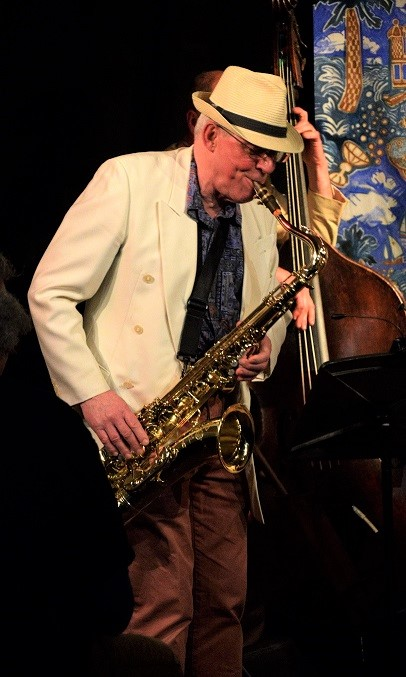
Alan Wakeman występujący w programie Mike'a Westbrooka Paintbox Jane (Exeter, kwiecień 2017)

Alan Wakeman (ur. 13 października 1947 w Hammersmith, Londyn) – angielski saksofonista, znany z współpracy z zespołem Soft Machine w 1976 r., występujący na płycie Softs. Jest kuzynem klawiszowca Ricka Wakemana.
Wakeman zaczął grać na klarnecie w wieku 14 lat i będąc w szkole grał w zespole z kuzynem Rickiem na fortepianie. W wieku 16 lat zaczął grać na saksofonie altowym, a następnie na saksofonie tenorowym; gra także na saksofonie sopranowym.
Dołączył do zespołu Paul Lytton Quartet w 1968 r., w 1970 r. założył własne trio (z Harrym Millerem na basie). Następnie współpracował z Grahamem Collierem (w pracy nad albumami Songs for My Father and The Day of the Dead), Johnnym Dankworthem i Mikiem Westbrookiem (w tym gra na saksofonie i klarnecie w wydaniu Citadel / Room 315 z 1975 roku oraz Love / Dream and Variations z 1976 roku). Był także oryginalnym członkiem zespołu Gilgamesh Alana Gowena w latach 1972-1973, ale odszedł przed pierwszym albumem grupy.
Opuścił Soft Machine w 1976 roku, aby dołączyć do zespołu Davida Essexa, po raz pierwszy współpracując z nim w 1974 roku nad albumem David Essex. Pracował również z Westbrookiem i na West Endzie, w tym nad musicalem Grease. Obecnie pracuje i koncertuje z Uncommon Orchestra Mike'a Westbrooka w A Bigger Show oraz z Westbrookiem w swoim nowym programie jazzowym Paintbox Jane. Kontynuuje nauczanie, a także opracowuje nowe projekty we własnym zespole The Rockin 'Hams.

## Dyskografia
- Graham Collier – Songs for my father (1970)
- Graham Collier – Mosaics (1971)
- Pete Atkin – Driving Through Mythical America (1971)
- National Jazz Youth Orchestra – National Jazz Youth Orchestra (1971)
- Barry Guy & The London Jazz Composers' Orchestra – Ode (1972)
- Pete Atkin – A King At Nightfall (1973)
- Mike Westbrook Orchestra – Citadel/Room 315 (1974)
- David Essex – David Essex (1974)
- John Dankworth & His Orchestra – Movies n' me (1974)
- David Essex – All the fun of the fair (1975)
- Graham Collier with Graham Collier Music – Jazz Illustrations (1975)
- Mike Westbrook Orchestra – Love/Dream and Variations (1976)
- Graham Collier Music – New Conditions (1976)
- Soft Machine – Softs (1976) (reedycja wydana przez Esoteric Records w 2011 r.)
- David Essex – On tour (1976)
- Soft Machine – Triple Echo (1977) (kompilacja, potrójny album)
- David Essex – Gold and Ivory (1977)
- Graham Collier – The Day of the Dead (1978)
- Triton (Wakeman, Bridge, Morris) –  Wilderness of Glass (1978)
- David Essex – Imperial Wizard (1979)
- Don Rendell Nine – Earth Music (1979)
- Don Rendell Five – Set 2 (1979)
- David Essex – Hot Love (1980)
- Mike Westbrook – The Westbrook Blake (Bright As Fire) – (1980)
- David Essex – Silver Dream Racer (1980)
- Girls At Our Best – Pleasure (1981)
- Mike Westbrook Brass Band – The Paris Album (En Concert À La Chapelle Des Lombards) (1981)
- Stan Tracey Sexted (ft. Tony Coe, Art Themen, Alan Wakeman) – The Crompton Suite (1981)
- David Essex – Stage – Struck (1982)
- David Essex – The Whisper (1983)
- Swans Way – The Fugitive Kind (1983)
- David Essex – This One's For You (1984)
- The Original London Cast –  Mutiny! (1985)- with David Essex, Frank Finlay
- Mike Westbrook Band – Off Abbey Road (1989)
- Soft Machine – The Untouchable (1990)- Compilation
- Soft Machine – The Best Of Soft Machine- The Harvest Years- Compilation (1995)
- Mike Westbrook Orchestra – Bar Utopia (1996)
- Pete Atkin – Beware Of The Beautiful Stranger / Driving Through Mythical America- Compilation (1997)
- Mike Westbrook – The Orchestra Of Smith's Academy (1998)
- Mike Westbrook – Glad Day (Settings Of William Blake) (1999)
- John Williams – The Baritone Band (2000)
- David Essex – David Essex / Out On The Street – Compilation (2004)
- Graham Collier  – Down Another Road / Songs For My Father / Mosaics- Compilation (2007)
- Barry Guy – Portraits (2007)
- Graham Collier – Deep Dark Blue Centre / Portraits / The Alternate Mosaics- Compilation (2008)
- Mike Westbrook – Fields And Forms (2008)
- Pete Atkin – Beware Of The Beautiful Stranger (2009)
- Graham Collier Music – Darius / Midnight Blue / New Conditions (2009)
- Graham Collier – The Day Of The Dead / October Ferry / Symphony Of Scorpions / Forest Path To The Spring (2011)
- Graham Collier – Relook – Graham Collier 1937-2011- A Memorial 75th Birthday Celebration (2012)- with Karl Jenkins, John Marshall, Nick Evans, Gary Burton, Graham Collier, Frank Ricotti, Roy Babbington, Kenny Wheeler, etc.
- Interplay- Global (2013)
- The Rockin' Hams- Alan Wakeman Band – Extended Play (2014)
- Sheila Waterfield – Reverie (2015)
- Harry Beckett – Still Happy (2016)
- Harry Miller – Different Times, Different Places- Volume Two – (2016)- Keith Tippett on piano.
- Mike Westbrook – The Uncommon Orchestra  –  A Bigger Show (live) (2016)
- Dave Holdsworth's New Brew, Wodgi (2018)
- Mike Westbrook Orchestra – Catania – Live in Sicily 1992 (2018)